# ردفورد (ویرجینیا)
ردفورد (به انگلیسی: Radford) شهری در ایالت ویرجینیا کشور ایالات متحده آمریکا است که جمعیت آن در سرشماری سال ۲۰۱۰ میلادی، ۱۶٬۴۰۸ نفر بوده‌است.